# Anjunabeats Volume 7
Anjunabeats Volume 7 – siódmy album z serii składanek Anjunabeats Volume, miksowanych i kompilowanych przez brytyjską grupę Above & Beyond, która zajmuje się tworzeniem muzyki trance.

## Lista Utworów
CD 1
1. Answer42 feat. Belinda Frank – "Pink Houses (Vox-Dub Edit)" – 5:09
2. Boom Jinx & Jaytech – "Milano" – 4:07
3. Boom Jinx & Andrew Bayer – "To The Six" – 6:45
4. Oliver Smith – "Pacific" – 6:29
5. Solarity – "Terminal 6" – 5:45
6. Dirty Vegas – "Tonight (Above & Beyond Mix)" – 6:15
7. Reeves – "Call Of Loneliness" – 5:57
8. Oliver Smith – "Cadence" – 4:54
9. Velvetine – "Safe (Wherever You Are)" – 4:41
10. Cold Blue – "Mount Everest (Dennis Sheperd Mix)" – 4:55
11. Anhken – "Green Line" – 5:51
12. Above & Beyond – "Anjunabeach" – 6:32
13. Paul Keeley – "Paper Jet (Bart Claessen Big Room Remix)" – 6:47
14. Mat Zo – "Nuclear Fusion" – 5:45

CD 2
1. Mike Koglin vs. P.O.S. – "Autumn" – 5:46
2. Sunny Lax – "Misgrey" – 5:29
3. Nitrous Oxide – "Aurora (Sunny Lax Remix)" – 5:43
4. Mat Zo – "Default" – 5:13
5. Mike Shiver & Aruna – "Everywhere You Are" – 6:41
6. Super8 & Tab – "Irufushi" – 5:12
7. Cold Blue – "30 Degrees At Midnight" – 5:12
8. Lange pres. Firewall – "Wanderlust" – 5:11
9. Nitrous Oxide & Adam Nickey – "Moon Dust" – 6:35
10. Adam Nickey – "Callista (Stoneface & Terminal Mix)" – 4:41
11. Daniel Kandi – "Venice Beach" – 5:22
12. Activa pres. Solar Movement – "Eclipse (Mat Zo Remix)" – 5:57
13. Dan Stone – "Fahrenheit" – 6:02
14. Cold Blue – "Downhill" – 6:37